# Gagea vaginata
Gagea vaginata är en liljeväxtart som beskrevs av Adolf Adolph A. Pascher. Gagea vaginata ingår i Vårlökssläktet och i familjen liljeväxter. Inga underarter finns listade.